# Abraham Bloemaert

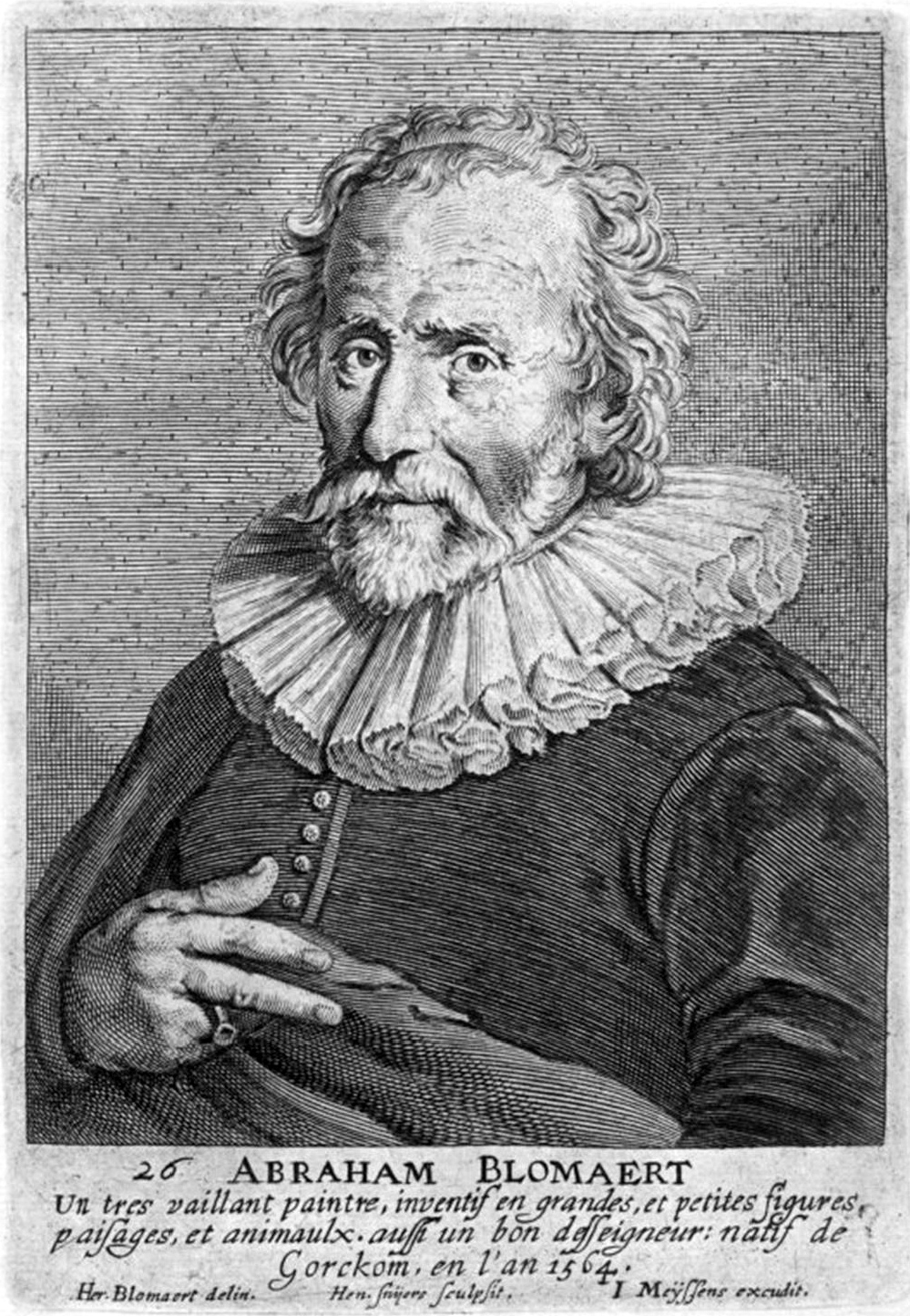
Ritratto da Johannes Meyssens

Abraham Bloemaert (Gorinchem, 25 dicembre 1564 – Utrecht, 27 gennaio 1651) è stato un pittore olandese.

## Biografia
Abraham Bloemaert fu figlio dell'architetto e dello scultore Cornelis Bloemaert, dal quale ricevette le prime lezioni prima di recarsi ad Utrecht nel 1575, dove, dopo un breve periodo di studio autodidatta sui manieristi di Anversa, divenne allievo di Gerrit Splinter e di Joos de Beer. Presso quest'ultimo venne a contatto con la pittura fiamminga di Anthonie Blocklandt formatasi su una base romana-parmigiana.
Nel 1580 si trasferì a Parigi per seguire un perfezionamento artistico sotto la guida di vari maestri, tra i quali Hieronymus Francken I e Jean Bassot. Durante il triennio di formazione francese si rivelò fondamentale anche la permanenza presso la scuola di manieristica di Fontainebleau.
Dopo il suo rientro in patria ed una breve parentesi ad Amsterdam, la sua carriera ricevette un'impennata sia dal punto di vista del successo sia dell'apprezzamento, grazie anche alla sua flessibità che gli consentì di appartenere dapprima al manierismo, poi all'accademismo e infine ad avvicinarsi allo stile caravaggesco. Non mancarono anche accenti idealistici a influenzare le sue tematiche preferite, mitologiche e bibliche, oltre a quelle di tematica storica e allegorica.
Nel 1592 sposò, ad Utrecht, Judith van Schonenburch, con la quale non ebbe figli. La moglie morì nel 1599. Bloemaert si risposò con Gerarda de Roij nel 1600; la coppia mise al mondo otto figli. 
La sua prima opera riconosciuta è la Niobe del 1591 a cui seguì la Predica di Giovanni Battista ed il Battesimo di Cristo del 1595.
Nel 1595 entrò a far parte della Gilda di San Luca, per la quale ricoprì la carica di presidente nel 1618. 
Insieme a Paulus Moreelse fondò un'accademia artistica nel 1612.

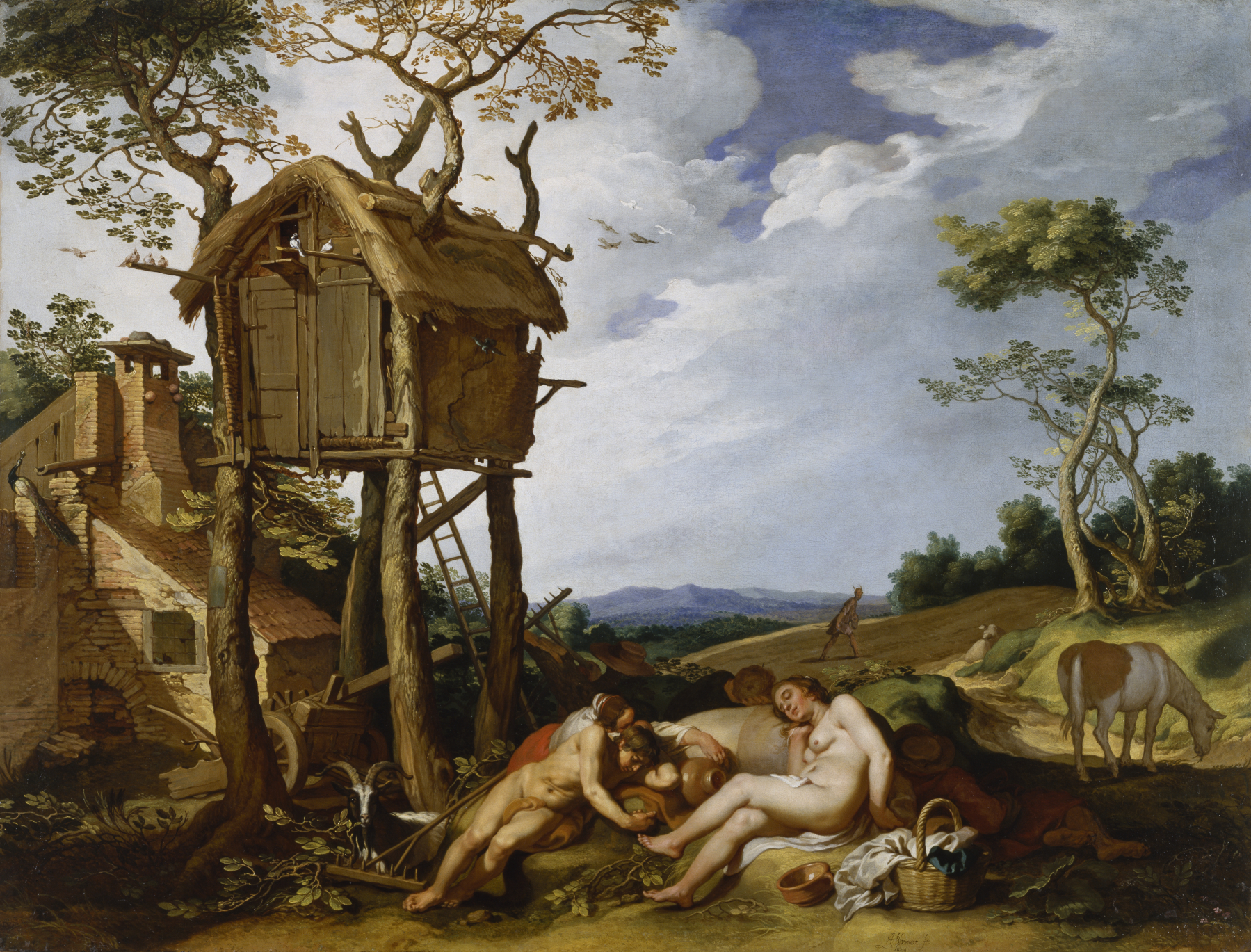
Parabola del grano, 1624

Tra le sue opere si ricordano ritratti e nature morte e vari paesaggi oltre il Flautista del 1621 e il Banchetto degli Dei del 1638.
I suoi allievi più apprezzati furono i suoi quattro figli, Hendrick (pittore di scene mitologiche e di genere), Frederik (incisore), Cornelis e Adriaen (pittori paesaggisti), i due fratelli Honthorst (Gherardo delle Notti e Willem), Ferdinand Bol e Jacob Cuyp.
Bloemaert fu un cattolico praticante ed ebbe numerosi contatti con il mondo intellettuale. Tra i suoi amici possiamo menzionare lo scrittore e disegnatore Aernout van Buchel. Lo studio di Bloemaerts fu visitato nel 1626 da Elizabeth Stuart, regina di Boemia, e l'anno seguente da Rubens.

## Galleria d'immagini

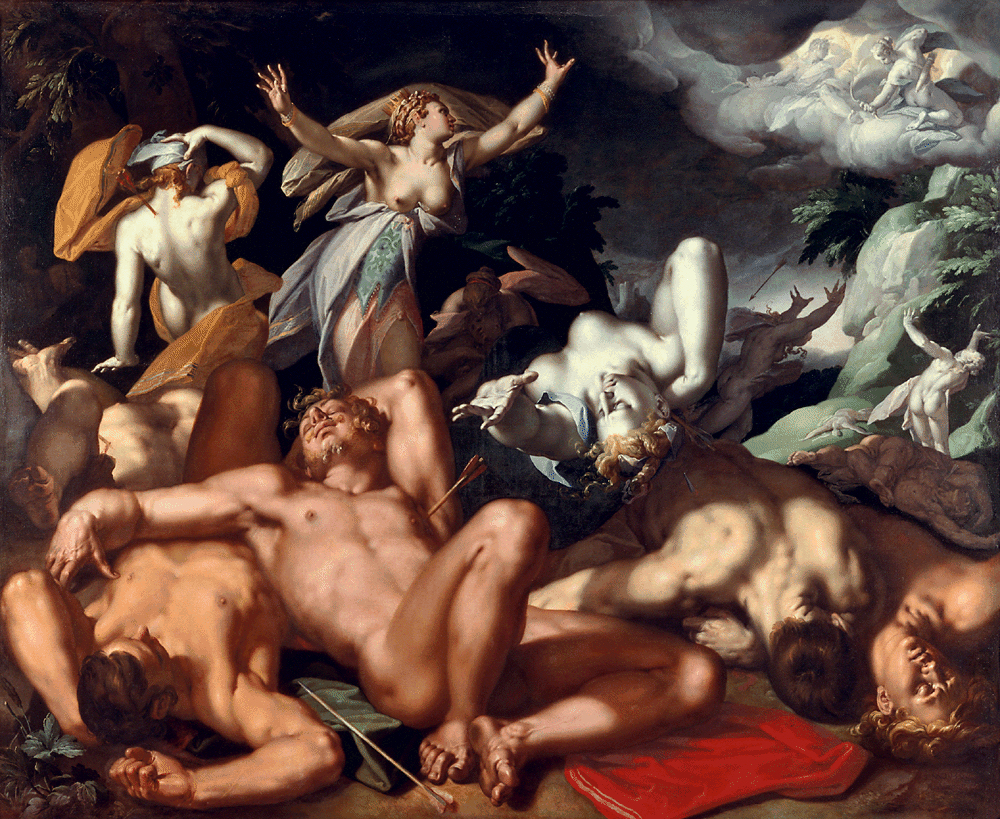
Niobe piange i suoi figli, 1591
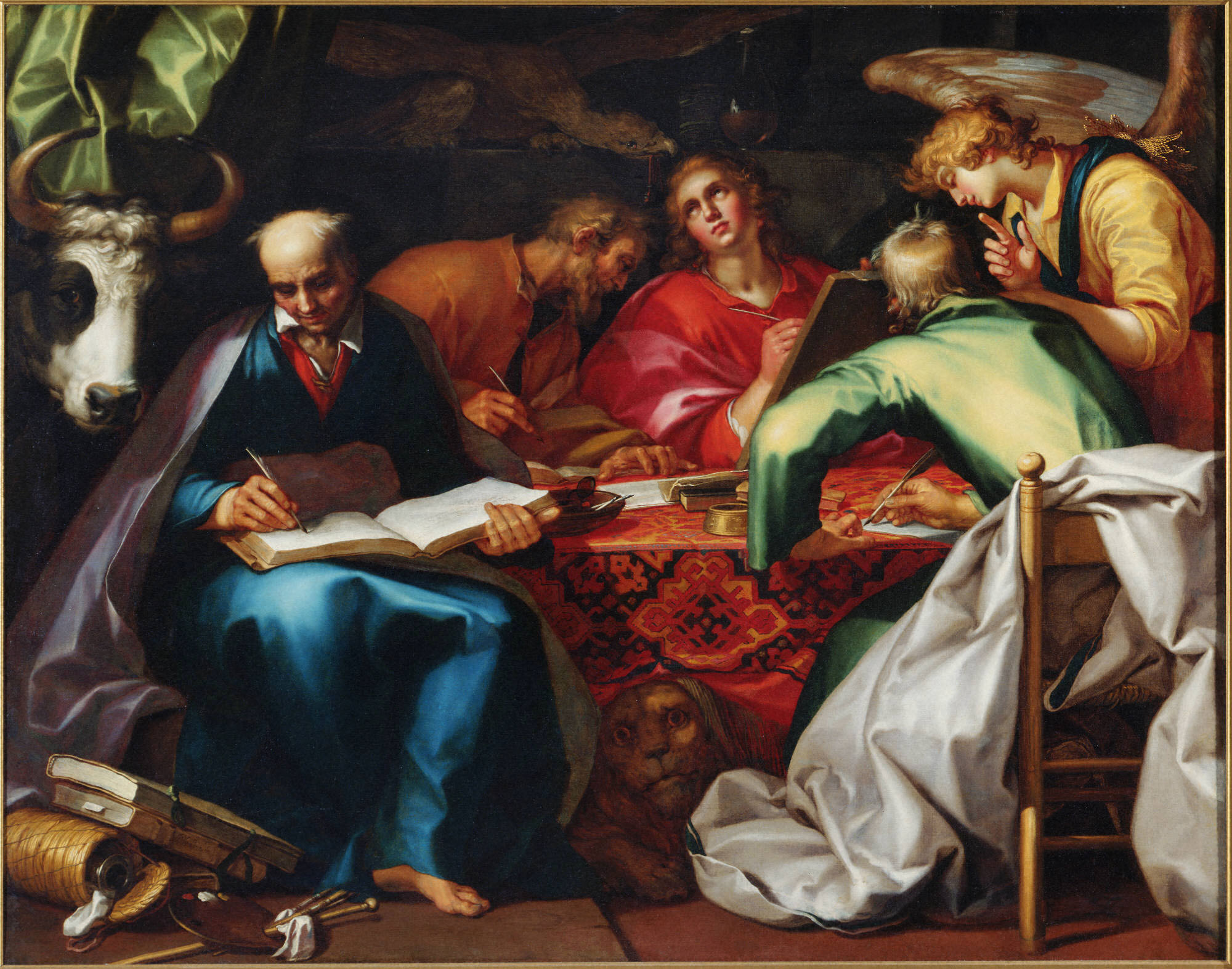
I quattro evangelisti, 1615
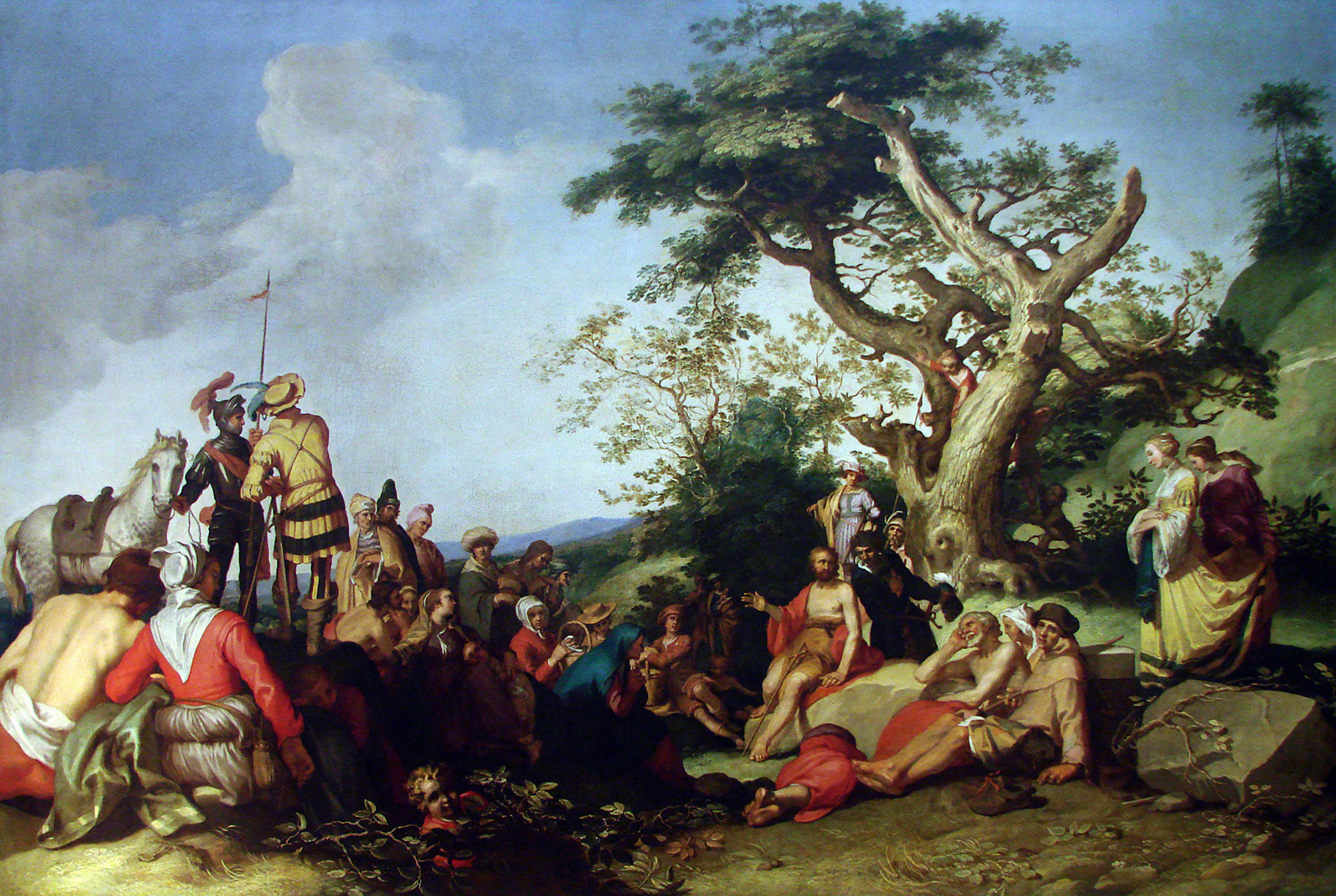
Predica di Giovanni Battista, c. 1620
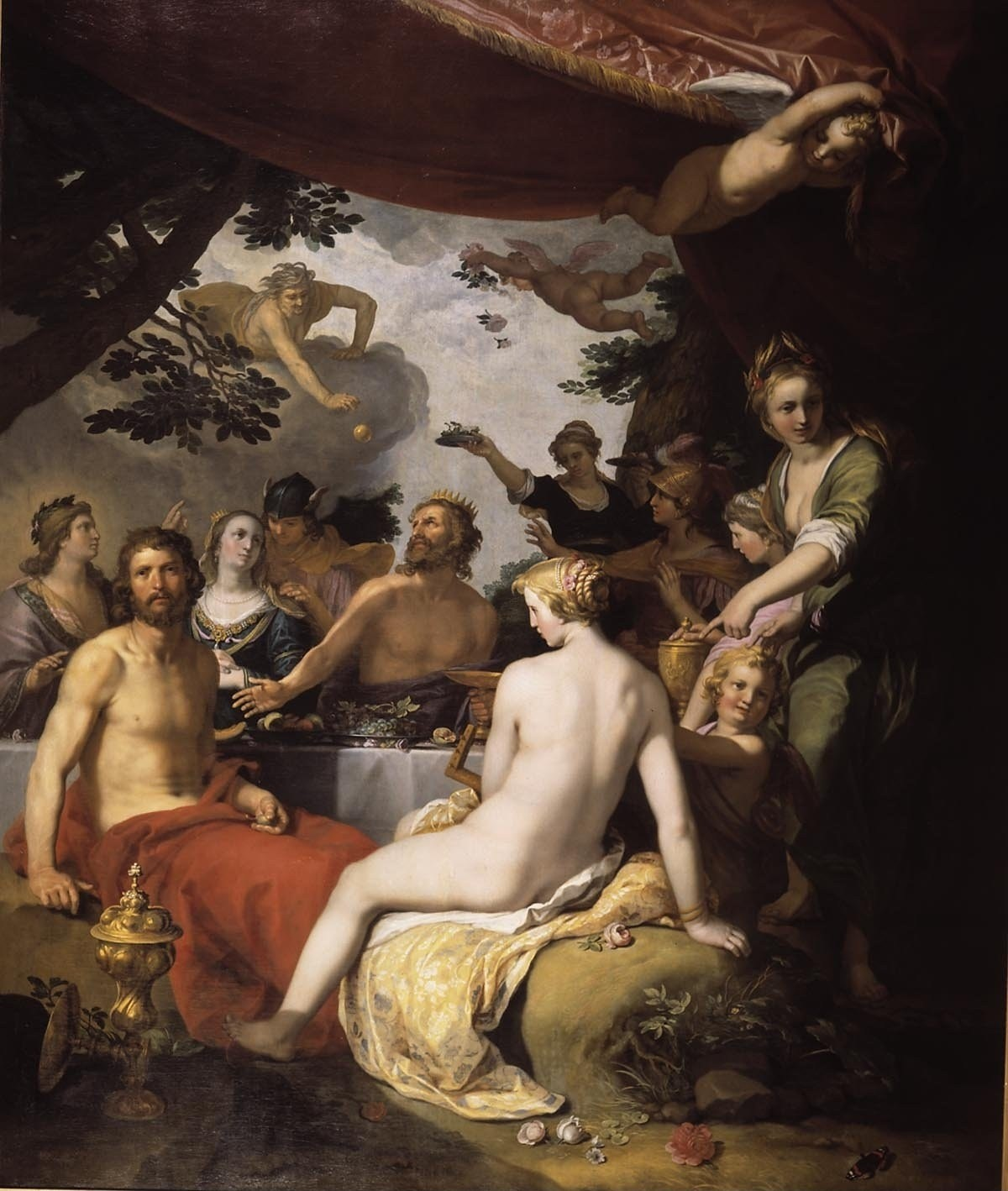
Festa del Signore, 1638